# سابائه، فوکوئی
سابائه در استان فوکوئی در کشور ژاپن واقع شده‌است  که دارای جمعیت ۶۷٬۴۳۰ نفر و مساحت ۸۴٫۷۵ کیلومتر مربع با تراکم جمعیت ۷۹۶  نفر در کیلومترمربع است و در تاریخ ۱۵ ژانویه ۱۹۵۵ به عنوان شهر شناخته شد.
سابائه به عنوان پایتخت عینک ژاپن شناخته می‌شود. این شهر بیش از ۹۰ درصد قاب‌های عینک تولید شده در ژاپن را می‌سازد. در خیابان‌های شهر، علائم و اشیایی به شکل عینک دیده می‌شوند و حتی موزه و جشنواره‌ای هم مخصوص عینک در این شهر وجود دارد.